# 蔵王カントリークラブ
蔵王カントリークラブ（ざおうカントリークラブ）は、山形県山形市にある蔵王山麓南西の裾野に広がるゴルフ場である。「剛」のコースと「柔」のコースに分かれている。

## 所在地
- 山形市蔵王上野2842-1

## コース情報
- 開場日
  - 1961年9月17日
- 設計者
  - 三好徳行
- 面積
  - 68万m²

## 営業期間
- 3月中旬～12月下旬

## アクセス
- 自動車
  - 山形駅より15分
  - かみのやま温泉駅より10分
  - 山形上山インターチェンジより5分
  - 山形蔵王インターチェンジより20分

## 周辺施設
- レストラン